# Филмор (округ, Миннесота)
Фи́лмор (англ. Fillmore County) — округ в штате Миннесота, США. Административный центр — Престон, крупнейший город — Спринг-Валли. По переписи 2000 года в округе проживают 21 122 человека. Площадь — 2233 км², из которых 2230,8 км² — суша, а 2,23 км² — вода. Плотность населения составляет 9 чел./км².

## История
Округ был основан 5 мая 1853 года. Назван в честь Милларда Филлмора, тринадцатого президента США. В 1860 году Филмор имел наибольшее население среди округов Миннесоты.